# Dóra Bodonyi
Dóra Bodonyi (født 7. november 1993) er en ungarsk kanoroer, der konkurrerer i sprint.
Hun repræsenterede Ungarn under sommer-OL 2020 i Tokyo, hvor hun tog guld i K-4 500 meter og bronze på K-2.500 meter.